# In bilico
In bilico è un brano musicale del cantante italiano Michele Bravi, scritto da Giorgia con musica di Norma Jean Martine e Daniel Neil McDougall. È il secondo singolo estratto dal suo album d'esordio, A passi piccoli. Il brano in rotazione radiofonica dal 29 agosto 2014.
Il brano Viene inserito nella compilation Radio Italia Winter Hits come nona traccia del secondo CD.

## Videoclip
Il video ufficiale del brano, diretto da Gaetano Morbioli è uscito in anteprima sulla piattaforma Sky.
Nel videoclip si vede Michele camminare su dei coricini nella città di Verona.